# Assembleia Provincial Popular da Argélia
A Assembleia Municipal Popular (também conhecida pela sua sigla francesa APW (curta para Assemblée populaire de Wilaya) é o órgão político que rege as províncias da Argélia. É composta por uma assembleia eleita em sufrágio universal para cinco anos. Esta assembleia ainda elege um presidente, o presidente da Assembléia Provincial Popular. A maior pessoa na pirâmide administrativa das províncias é o uale, o muçulmano equivalente a um governador, que é escolhido pelo presidente. Os últimos votos para o PMAs e do PPAs foram em 29 de novembro de 2007.